# Faye Wong
Faye Wong (Chinees: 王菲) (Peking, 8 augustus 1969) is een Chinese zangeres, songwriter, actrice en fotomodel.
Faye is met name in China, Taiwan en Hongkong zo populair dat ze als icoon wordt gezien en in de media daar vaak met de titel "koningin" wordt vermeld. Faye Wong geniet daarnaast echter ook grote bekendheid in Singapore, Maleisië, Indonesië, Japan en in zekere mate in de westerse wereld. Na de release van het album Only Love Strangers (eind 1999) nam het Guinness Book of Records haar op als best verkochte cantopopartieste aller tijden.
- Bibsys: 8071223
- Biblioteca Nacional de España: XX1740310
- Bibliothèque nationale de France: cb139422767 (data)
- Catàleg d'autoritats de noms i títols de Catalunya: 981058510075106706
- Gemeinsame Normdatei: 173338682
- International Standard Name Identifier: 0000 0001 1452 3820
- Library of Congress Control Number: no2002042869
- MusicBrainz: 692e367d-2846-442d-b13d-1177c3681c65
- Nationale Bibliotheek van Tsjechië: pna2007418760
- Nationale bibliotheek van Australië: 36674248
- Système universitaire de documentation: 091018331
- Trove: 1443846
- Virtual International Authority File: 95011286
- WorldCat: E39PBJkXyYCD6Gr6MH7MdfGPwC